# Stromatium barbatum
Stromatium barbatum – gatunek chrząszcza z rodziny kózkowatych i podrodziny kózkowych (Cerambycinae). Rozsiedlony w basenie Oceanu Indyjskiego. Wybitnie polifagiczny ksylofag. Szkodnik drewna o dużym znaczeniu gospodarczym.

## Taksonomia
Gatunek ten został opisany w 1775 roku przez Johana Christiana Fabriciusa pod nazwą Callidium barbatum. Trzy opisane później gatunki Callidium: C. tranquebaricum, C. variolosum i C. funestum zostały z nim zsynonimizowane. Do rodzaju Stromatium przeniósł go w 1840 roku Francis de Laporte de Castelnau.

## Opis

### Owad dorosły
Imagines mają ciało długości od 12 do 28 mm (według innych źródeł od 16,8 do 25,6 mm). Czułki samców dochodzą do 1,3 lub 1,5 długości ciała, a jego długość wraz z czułkami do 55,7 mm. U samic czułki są krótsze i nie przekraczają, bądź tylko nieco przekraczają długość ciała. Ubarwienie ciała z zakresu od rudobrązowego do brązowawo-czarnego lub prawie czarnego, a jego owłosienie krótkie, delikatne, płowożółte lub brunatne, obejmujące również czułki i odnóża. Boki i wierzch głowy gęsto i raczej grubo punktowane. Pokrywy punktowane gęsto i grubo, każda uzbrojona w pojedynczy ząbek przyszwowy.

### Larwa
Larwy wydłużone, cylindryczne, o zredukowanej głowie i odnóżach. Świeżo wylęgnięte są 2 do 3 mm długie, jasnobiałe z brązowymi żuwaczkami. W pełni rozwinięte osiągają do 38 mm długości (według innych źródeł od 30 do 35 mm) i 9,5 mm szerokości. Ich grube ciała mają wówczas barwę białawożółtawą lub kremową z czarnymi żuwaczkami, brązową głową i jasnobrązowym tułowiem. Tułów stanowi u nich najszerszy segment ciała.
W jelicie larw występują symbiotyczne mikroorganizmy odpowiedzialne za rozkład celulozy i hemicelulozy.

### Jaja
Jaja białe, owalne, wrzecionowate, z nieco spiczasto zakończonymi wierzchołkami. Mają długość od 2,4 do 3 mm i szerokość od 1 do 1,2 mm.

## Biologia i ekologia
W stanie Maharasztra dorosłe spotyka się zwykle aktywne w czerwcu i lipcu, szczególnie na początku pory deszczowej, a pojedyncze osobniki znajdywane są jeszcze w sierpniu. Dorosłe przejawiają aktywność dzienną. Samica składa jaja w małych pęknięciach i szczelinach, zarówno głównego pnia jak i pędów o średnicy 2 do 2,5 cm. Larwy lęgną się po 7 do 10 dniach inkubacji.
Podczas żerowania larwy drążą w drewnie kręte tunele, wytwarzając przy tym wyraźnie słyszalne dźwięki drapania żuwaczkami o drewno. Korytarze larwalne są zwykle gęsto upakowane drobnym, mączystym pyłem drzewnym i wydalinami. Zawartość tuneli jest z nich okresowo usuwana. Kształt korytarzy jest cylindryczny, w poprzecznym przekroju okrągły, jednak w materiale licznie zasiedlonym korytarze mogą się przeplatać. W skrajnych przypadkach całe wnętrze pędu może być wypełnione pyłem i tylko zewnętrzna powierzchnia pozostawać nienaruszona. Stadium larwalne trwać może nawet do 10 lat.
Przepoczwarczenie następuje w drewnie. Dorosłe chrząszcze opuszczają materiał wygryzając owalne lub prawie wielokątne otwory. W przypadku upraw winorośli liczba otworów na jednej roślinie może się wahać od 4 do 8, sporadycznie przekraczając tę liczbę.
Gatunek ten jest nadzwyczajnym polifagiem. Podawany był z 350 gatunków roślin żywicielskich zarówno nago- jak okrytonasiennych. E. A. J. Duffy podaje następujące rodzaje: Abies (jodła), Acacia (akacja), Acer (klon), Aesculus (kasztanowiec), Alangium, Albizia, Alnus (olsza), Anogeissus, Annona (flaszowiec), Anthocephalus, Ardisia (ardizja), Artocarpus (chlebowiec), Averrhoa (oskomian), Balanites, Bambusa, Bauhinia, Beaumontia, Betula (brzoza), Bischofia, Boswellia (kadzidla), Bridelia, Broussonetia, Butea, Canarium (kanarecznik), Carallia, Carapa, Carpinus (grab), Cassia (strączyniec), Casuarina (rzewnia), Cedrela, Cedrus (cedr), Celtis (wiązowiec), Chloroxylon, Cinnamomum (cynamonowiec), Citrus (cytrus), Clausena, Clerodendrum, Coffea (kawowiec), Cordia, Cordyline, Cornus (dereń), Corylus (leszczyna), Cotoneaster (irga), Crataegus (głóg), Cryptomeria (szydlica), Cudrania, Cupressus (cyprys), Dalbergia, Debregeasia, Dendrocalamus, Desmodium, Deutzia (żylistek), Diospyros (hurma), Dipterocarpus, Docynia, Elaeagnus, Elaeocarpus (mala), Eriobitrya, Eriolobus, Erythrina (koralodrzew), Eucalyptus (eukaliptus), Eugenia, Euonymus (trzmielina), Eurya, Exocoecaria, Fagus (buk), Feronia, Ficus (figowiec), Fraxinus (jesion), Gamblea, Garcinia (mangostan), Gardenia, Garuga, Gaya, Gmelina, Gouania, Grevillea, Grewia, Gynocardia, Hedera (bluszcz), Helicia, Helicteres, Heritiera, Heteropanax, Hiptage, Holigarna, Holmskioldia, Holoptelea, Hopea, Hypericum (dziurawiec), Ilex (ostrokrzew), Indigofera (indygowiec), Juglans (orzech), Kydia, Lagerstroemia (lagerstremia), Lannea, Larix (modrzew), Lasiosiphon, Leucomeis, Litsea, Machilus, Malus (jabłoń), Madhuca, Magnolia, Mallotus, Mangifera (mango), Mappia, Meliosma, Michelia, Millettia, Mimusops, Norus, Murraya, Myrica (woskownica), Myrsine, Olearia, Ougeinia, Oxyspora, Parkinsonia, Parrotira, Pentacme, Phlogacanthus, Photinia (głogownik), Picea (świerk), Pinus (sosna), Piptadenia, Piptanthus, Pistacia (pistacja), Pithcellobium, Pittosporum, Plecospermum, Poinciana, Polygala (krzyżownica), Pongamia, Poplus (topola), Premna, Prinsepia, Prosopis, Prunus (śliwa), Pterocarpus, Pterygota, Pyrus (grusza), Quercus (dąb), Randia, Rhamnus (szakłak), Rhododendron (różanecznik), Rhus (sumak), Ribes (porzeczka), Rosa (róża), Rubus (jeżyna), Salix (wierzba), Salmalia, Salvadora, Sapium, Saurauja, Semecarpus, Sesbania (turi), Shorea, Siphonodon, Sonneratia, Sorbus (jarząb), Spiraea (tawuła), Spondias (śliwiec), Staphylea (kłokoczka), Styrax, Sterculia, Syzygium (czapetka), Tectona (teczyna), Terminalia, Tilia (lipa), Toddalia, Torricellia, Trewia, Turpinia, Ulmus (wiąz), Vibramum, Woodfoldia, Wrightia, Xylosoma, Ziziphus.

## Znaczenie gospodarcze
Pierwotnie owad ten występuje w lasach, gdzie odżywia się martwym drewnem drzew. Ze względu na szerokie spektrum pokarmowe, obejmujące wiele roślin uprawnych, ma on duże znaczenie ekonomiczne. Preferowanym materiałem do zasiedlenia jest sezonowane drewno drzew liściastych, ale może to być również drewno drzew iglastych czy bambus. W związku z tym chrząszcz ten w krajach występowania jest pospolitym szkodnikiem drewnianych konstrukcji budowlanych, skrzyń ładunkowych, mebli, sklejki, przekładek drewnianych czy drewnianego wyposażenia sportowego (np. kije do krykieta). Na plantacjach winorośli w Indiach korytarze larwalne hamują transport substancji odżywczych w roślinach, prowadząc niekiedy do usychania całych pędów. Zawleczony w latach 50. XX w. do Afryki Wschodniej, został wykryty jako szkodnik niszczący dachówki w magazynach.

## Rozprzestrzenienie
Gatunek rozprzestrzeniony w basenie Oceanu Indyjskiego. Występuje w Mjanmie, Bangladeszu, Indiach, Nepalu, na Andamanach, Sri Lance, w Pakistanie, na Seszelach, Madagaskarze, Mauritiusie, wyspach Réunion i Rodrigues oraz Wyspach Rozproszonych. W latach 50' zawleczony do Tanzanii. Ponadto znajdowany w towarze w różnych częściach świata jak np. Nowa Zelandia czy Europa. Prawdopodobnie z chińskiej prowincji Szantung znany jako kopalny ze środkowego miocenu.